# Суховоля (Вараський район)
Сухово́ля́ — село в Рафалівській селищній громаді Вараського району Рівненської області України. Населення становить 365 осіб.

## Географія
Селом протікає річка Рів.

## Історія
Перша письмова згадка про село датована 1577 роком[джерело?].
У 1906 році село Рафалівської волості Луцького повіту Волинської губернії. Відстань від повітового міста 81 верст, від волості 8. Дворів 58, мешканців 472.

## Населення
За переписом населення 2001 року в селі мешкало 360 осіб.

### Мова
Розподіл населення за рідною мовою за даними перепису 2001 року:
| Мова       | Відсоток |
| ---------- | -------- |
| українська | 99,18 %  |
| російська  | 0,55 %   |
| молдовська | 0,27 %   |

### Народились
- Переходько Дмитро Григорович (1982—2022) — солдат збройних сил України, учасник російсько-української війни.
- Петрук Віктор Іванович — український політик та державний діяч.